# Cercyonis boopis
Cercyonis boopis är en fjärilsart som beskrevs av Hans Hermann Behr 1863. Cercyonis boopis ingår i släktet Cercyonis och familjen praktfjärilar. Inga underarter finns listade i Catalogue of Life.